# Municipio Urdaneta (Táchira)
El Municipio Rafael Urdaneta es uno de los veintinueve municipios que forman parte del Estado Táchira en los Andes de Venezuela. Su capital es la población de Delicias. Tiene una extensión de 192 km², según estimaciones del INE su población para el año 2007 es de 6675 habitantes.

## Historia
Su fundación data desde el 18 de agosto del año 1883, fecha en que por decreto emanado por el entonces presidente Antonio Guzmán Blanco, se crea el “Territorio Federal Armisticio”, decreto dado bajo concesión, al General Pamplonés Leonardo Canal; de allí se empieza a conocer el poblado como Delicias. Más adelante en 1885, el pueblo dejó de ser capital; sin embargo, continuó con su crecimiento, y para 1995 gracias a Samuel Suárez se separa del Municipio Junín y se constituyó el Municipio Rafael Urdaneta siendo Delicias de nuevo la capital

## Geografía
El municipio se encuentra al suroeste del territorio tachirense haciendo gran parte de la frontera del estado con Colombia.

### Parroquias
El municipio Rafael Urdaneta cuenta con una (01) parroquia denominada Delicias.
Ubicado en Sur-Occidental del Estado Táchira. Su capital se encuentra a una distancia de
San Cristóbal de 63 km., Maracaibo 500 km., Mérida 326 km., Caracas 879 km.,
Valencia 721 km., Barquisimeto 598 km., Maracay 770 km., San Antonio 143 km., Puerto
Cabello 806 km., Puerto Santander (Colombia) 49 km. y Cúcuta (Colombia) 96 km.
| Parroquia                 | Superficie | Población  | Densidad       | Capital  |
| ------------------------- | ---------- | ---------- | -------------- | -------- |
| 1.) Delicias              | km²        | hab.       | hab./km²       | Delicias |
| Municipio Rafael Urdaneta | 192 km²    | 6.828 hab. | 32,49 hab./km² | Delicias |

### Límites
Limita al NORTE y ESTE con los municipios Bolívar y Junín, al SUR con el estado Apure y la República de Colombia y al OESTE con República de Colombia.

## Símbolos

### Bandera
La bandera del municipio fue creada por Luis Francisco Gayón Sandoval, como resultado de un concurso de diseño convocado dentro de la jurisdicción. El diseño final consiste en tres franjas horizontales, cada una con un color representativo de la identidad local.
- El color azul simboliza el río Táchira, frontera natural que separa al municipio de la República de Colombia.
- El blanco representa la pureza y humildad de los habitantes de la localidad.
- El verde alude a la majestuosidad de las montañas, la riqueza agrícola y la flora que reflejan el espíritu trabajador de la región.

## Política y gobierno

### Alcaldes
| Período     | Alcalde         | Partido político / Alianza | % de votos | Notas |
| ----------- | --------------- | -------------------------- | ---------- | --- |
| 1995 - 2000 | Isidoro Ruiz    |                            | -          | Primer alcalde bajo elecciones directas (se realizaron elecciones generales adelantadas en el 2000 debido a la aprobación de la Constitución de 1999) |
| 2000 - 2004 | Isidoro Ruiz    |                            | 59,18      | Reelecto |
| 2004 - 2008 | Alfonso Fajardo |                            | 50,80      | Segundo alcalde bajo elecciones directas |
| 2008 - 2013 | Alfonso Fajardo |                            | 48,18      | Reelecto (se postergan 1 año las elecciones municipales pautadas para finales del 2012)                                                               |
| 2013 - 2017 | Alfonso Fajardo |                            | 43,04      | Reelecto |
| 2017 - 2021 | Raúl Villamizar |                            | 57,12      | Tercer alcalde bajó elecciones directas |
| 2021 - 2025 | Raúl Villamizar |                            | 73,66      | Reelecto |

### Concejo municipal
Período 1995 - 2000
| Concejales:              | Partido político / Alianza |
| ------------------------ | -------------------------- |
| Miguel Ángel Ochoa       | COPEI                      |
| Antonio Casanova         | COPEI                      |
| Jairo Suárez Peñaloza    | AD                         |
| Buenaventura Castellanos | AD                         |
| Elmer Gonzalez           | CONVERGENCIA               |

Período 2000 - 2005
| Concejales: | Partido político / Alianza |
| ----------- | -------------------------- |
| '           | COPEI                      |
| '           | COPEI                      |
| '           | COPEI                      |
| '           | MVR                        |
| '           | MVR                        |

Período 2005 - 2013
| Concejales:              | Partido político / Alianza |
| ------------------------ | -------------------------- |
| Zuleima Montañez         | MVR                        |
| Rita Flor Gonzalez       | MVR                        |
| José Luis Ramirez        | MVR                        |
| Buenaventura Castellanos | MVR                        |
| Miguel Ángel Ochoa       | COPEI                      |

Período 2013 - 2018
| Concejales        | Partido político / Alianza |
| ----------------- | -------------------------- |
| José González     | PSUV                       |
| Jesús Suárez      | PSUV                       |
| Jairo Suárez      | PSUV                       |
| Julio Cesar Celis | PSUV                       |
| Félix Acevedo     | PORESTA                    |

Período 2018 - 2021
| Concejales      | Partido político / Alianza |
| --------------- | -------------------------- |
| Eliz Parada     | PSUV                       |
| Yuri Sepulveda  | PSUV                       |
| Felix Acevedo   | PSUV                       |
| Jesus Suárez    | PSUV                       |
| Diego Hernández | COPEI                      |

Período 2021 - 2025
| Concejales     | Partido político / Alianza |
| -------------- | -------------------------- |
| Julio Celis    | PSUV                       |
| Yuri Sepulveda | PSUV                       |
| Yaney Vega     | PSUV                       |
| Jesus Suárez   | PSUV                       |
| Alba Montañez  | PSUV                       |